# Castell de Hartheim
El castell de Hartheim està situat en el municipi de Alkoven, en l'Alta Àustria (anomenada Alt Danubi en el període 1938-1945). No s'ha de confondre amb diverses poblacions anomenades Hartheim a Alemanya.
Conegut per haver estat un centre d'extermini nazi, actualment és un museu i lloc commemoratiu per a la memòria històrica.

## Història
Va ser construït el segle XVII i és una mostra destacada del renaixement a l'Alta Àustria. A finals del segle xix, el castell va ser donat pel seu propietari el príncep Starhemberg a una societat estatal per a tenir cura de persones amb problemes de salut mental. La societat anomenada Oberösterreichischer Landeswohltätigkeitsverein (Associació benèfica estatal de l'Alta Àustria), estava gestionada per la comunitat religiosa de les Germanes Misericordioses de Sant Vicent de Paul.

## Centre d'extermini
Després de la integració d'Àustria a l'Imperi alemany el 1938 i de la Llei de transició i categorització de societats, organitzacions i associacions del 17 de maig de 1938, Associació benèfica estatal de l'Alta Àustria va ser dissolta el 10 de desembre de 1938.
Entre 1940 i 1944, el castell va passar de ser un centre de cures pels malalts a convertir-se en una de les sis instal·lacions utilitzades pels règim nazi per l'assassinat sistemàtic de les persones considerades no aptes. S'eliminava a les persones per mitjà de gas letal.
La majoria de les víctimes que van perdre la vida van ser malalts físics i psíquics exterminats en el marc de l'Aktion T4, que afectava a uns 100.000 ciutadans alemanys. També van ser conduïts allí un nombre important de presos dels camps d'extermini de Mauthausen-Gusen i de Dachau. Entre ells hi figuraven molts valencians i catalans.